# Jane Addams
Jane Laura Addams (Cedarville, 6 settembre 1860 – Chicago, 21 maggio 1935) è stata una scrittrice e attivista statunitense, pacifista, femminista.
Nel 1889 fondò con Ellen Gates Starr la prima casa di assistenza sociale degli Stati Uniti, la Hull House di Chicago, e nel 1920 fu cofondatrice dell’ACLU (American Civil Liberties Union). In un periodo in cui presidenti come Theodore Roosevelt e Woodrow Wilson si identificavano come riformatori e attivisti sociali, Addams fu una delle più importanti riformatrici dell’era progressista.

## Gioventù

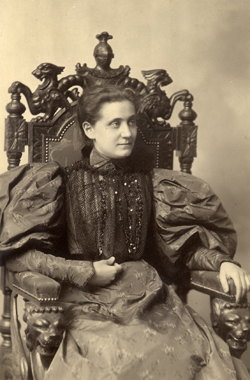
Jane Addams da giovane.

Nata a Cedarville nell'Illinois, Jane Addams era la più giovane di otto figli di una famiglia benestante del Nord Illinois. Il padre era una importante figura nella scena politica, la madre morì quando Jane aveva due anni. Tre dei suoi fratelli morirono durante l’infanzia e un altro morì all’età di 16 anni, quando Jane aveva 8 anni.
All’età di quattro anni Jane si ammalò di tubercolosi alla spina dorsale, anche detta malattia di Pott, che le causò una curvatura alla spina dorsale e problemi di salute permanenti. Questo problema motorio le creò difficoltà di interazione con gli altri bambini, visto che zoppicava e non poteva correre. Il padre, John Huy Addams, uomo d’affari, era il presidente della National Bank di Freeport. Si risposò nel 1868 quando Jane aveva otto anni. Membro fondatore del Partito Repubblicano dell’Illinois, ricoprì la carica di senatore dello stato dell’Illinois (1855-70) e appoggiò l'amico Abraham Lincoln nelle sue candidature come senatore prima (1854) e alle presidenziali poi (1860).
Fin dall'adolescenza Jane Addams era interessata a rendersi utile agli altri. Avrebbe voluto intraprendere la carriera di medico nell'intenzione di prestare aiuto ai poveri, ai quali si sentiva idealmente legata, ma dovette rimandare questo suo desiderio perché il padre, volendo che frequentasse una scuola vicino a casa, la iscrisse al Rockford Female Seminary (oggi Università di Rockford), a Rockford. Dopo la morte del padre, scomparso inaspettatamente a causa di un'appendicite, si trasferì a Filadelfia con la matrigna Anna Hadelman Addams, la sorella Alice e il marito di questa.
Jane iniziò gli studi di medicina al Woman’s Medical College di Philadelphia, ma i suoi problemi di salute, un’operazione alla spina dorsale e un esaurimento nervoso le impedirono di conseguire la laurea. Anche la matrigna Anna si ammalò e l’intera famiglia cancellò quindi i propri piani di permanenza a Filadelfia e fece ritorno a Cedarville.
Nell’agosto del 1883 Addams si imbarcò con la matrigna per un viaggio di due anni in Europa.

## Casa di assistenza
Affascinata dai primi cristiani e dal libro di Tolstoj La mia religione fu battezzata nella chiesa presbiteriana di Cedarville nell’estate del 1886. Iniziò ad essere ispirata dall’idea di democrazia come ideale sociale grazie alla lettura del libro Dei doveri dell’uomo di Giuseppe Mazzini. Ciononostante si sentiva confusa riguardo al suo ruolo come donna. The Subjection of Women di John Stuart Mill le diede modo di interrogarsi sulle pressioni sociali sulla donna che doveva sposarsi e dedicare la propria vita alla famiglia.
Nell’estate del 1887 Jane Addams lesse in una rivista di una nuova idea di aprire una casa di assistenza. Decise di visitare la prima casa di assistenza al mondo, la Toynbee Hall a Londra, per trarne ispirazione ed esempio. Tra il dicembre 1887 e l’estate 1888 viaggiò in Europa in compagnia di alcune amiche, tra cui Ellen Gates Starr, e con quest'ultima iniziò a lavorare al progetto.
Il modello di Toynbee Hall prevedeva la convivenza di classi sociali fra loro diverse ai fini di un obbiettivo comune, nello stesso spirito delle prime comunità cristiane. Le case di assistenza funzionavano sia come centri in cui i singoli potevano esprimersi attraverso lo sviluppo di attività manuali e artistiche, che come istituzioni fondate sull'offerta di servizi sociali. Queste strutture posero le basi per la società civile americana, uno spazio neutrale al cui interno comunità e ideologie diverse potevano imparare le une dalle altre e cercare terreno comune per l’azione collettiva.

## Hull House

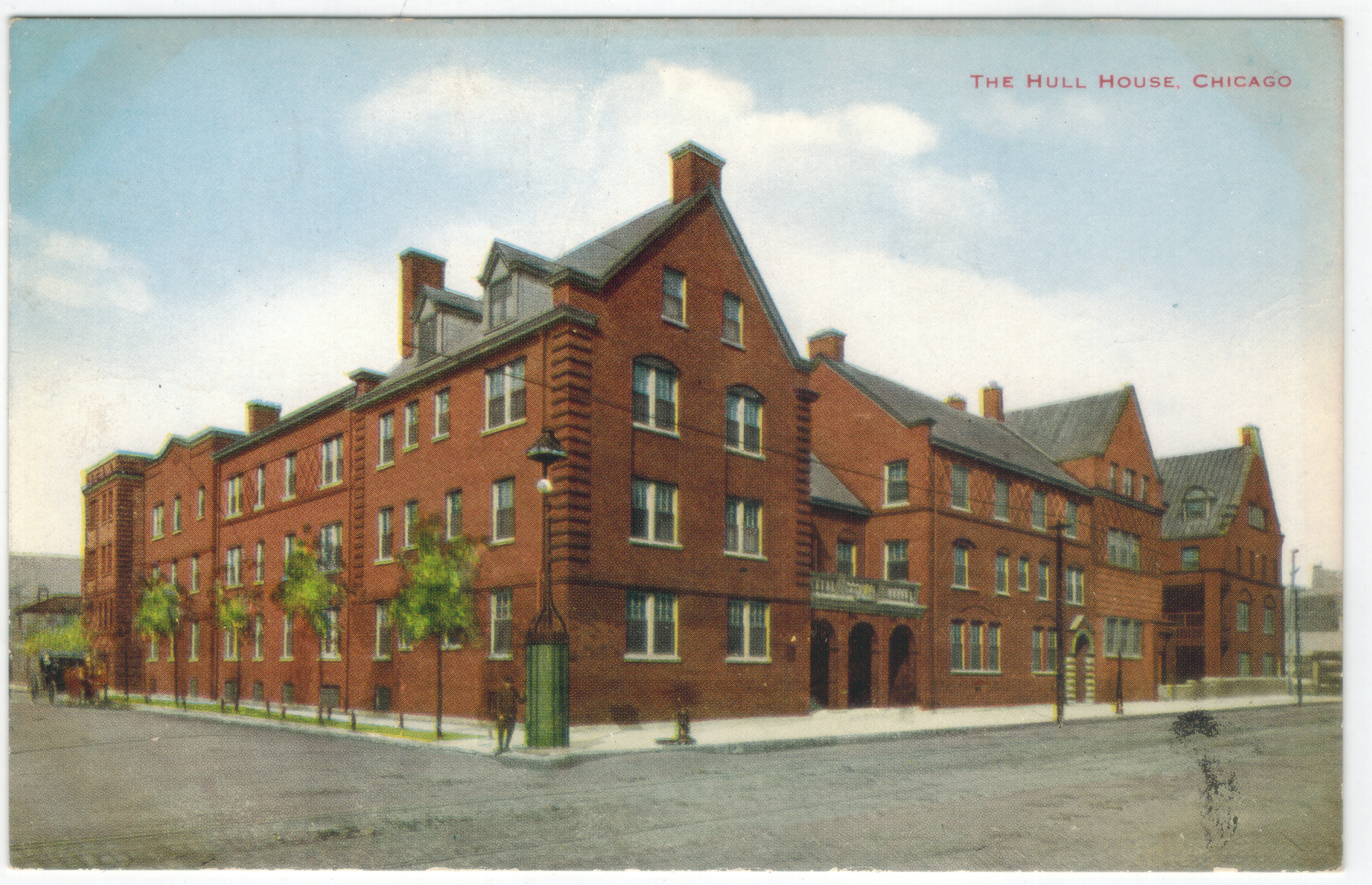
Hull House

Nel 1889 Addams e Ellen Gates Starr fondarono Hull House, una casa di assistenza a Chicago. Addams pagò tutte le spese (riparazione del tetto del porticato, pittura delle pareti e acquisto dei mobili) e la maggior parte dei costi di gestione. Le donazioni individuali supportarono l’avvio della casa nei primi cinque anni e Addams poté ridurre il proprio contributo nonostante la rapida crescita del budget annuale.
Jane Addams e Ellen Gates Starr furono le prime due occupanti della casa, che sarebbe in seguito diventata la residenza di circa 25 donne. Nel periodo del suo apice, Hull House era visitata da 2.000 persone alla settimana. Hull House era un centro di ricerca, analisi empirica, studio, dibattito e anche centro pragmatico per vivere e stabilire buone relazioni con la comunità. Per Addams i rapporti sociali rappresentavano un fattore di primaria importanza per l'economia e la democrazia. Le residenti di Hull House svolgevano ricerche nel settore abitativo, medico, economico.
La casa includeva una scuola serale per adulti, club per ragazzi e ragazze, una cucina pubblica, una galleria d’arte, una palestra, un bagno pubblico, una legatoria, una scuola di musica, un teatro, una biblioteca, una sala riunioni per le discussioni, una sala da pranzo e diverse abitazioni. La scuola serale creata a Hull House anticipò i moderni corsi universitari. Oltre ad offrire servizi sociali ed eventi culturali alla vasta popolazione di immigrati della comunità, Hull House dava l’opportunità ai giovani assistenti sociali di ricevere una formazione sul campo.
Un aspetto molto importante di Hull House per Jane Addams era costituito dal programma dedicato all'arte, nel quale vedeva la chiave per esprimere le diversità e nello stesso tempo per promuovere l’interazione collettiva, la scoperta di sé e degli altri, lo svago e l’immaginazione, contro il modello educativo dominante che faceva rientrare l’individuo in un lavoro specifico o in una posizione specifica.

### Etica
Starr e Addams fondarono la loro attività di riforma sociale a Hull House su tre “principi etici”: dare il buon esempio, collaborare e praticare una democrazia sociale ed egualitaria. Hull House offrì un programma completo di attività civiche, culturali, ricreative e formative e attirò da ogni parte del mondo visitatori. Il centro venne coinvolto in campagne cittadine e statali per il miglioramento del benessere pubblico, per una legislazione di tutela del lavoro minorile e delle donne lavoratrici. La filosofia di Addams combinò la sensibilità femminista con un impegno costante per il miglioramento sociale attraverso attività di cooperazione.

### L'enfasi sui bambini
In “The Spirit of Youth and the City Streets” (1909) Jane Addams argomentò che il gioco e i programmi ricreativi erano necessari perché le città stavano distruggendo lo spirito della gioventù. Hull House proponeva programmi d’arte e teatro, classi di scuola materna, club di ragazzi e ragazze, corsi di lingua, gruppi di lettura, corsi universitari per studenti non iscritti all'università. Il tutto accompagnato da un'atmosfera di libertà di espressione, una palestra, un museo del lavoro e parco giochi. Tutte queste attività erano progettate con il fine di favorire la cooperazione democratica, l'azione collettiva e ridurre l'individualismo.
Con gli altri collaboratori di Hull House, nel 1901 Jane Addams fondò quella che sarebbe diventata la Juvenile Protective Association (JPA), dato che, negli ultimi tempi, gli episodi di disagio e ribellione da parte di giovani ragazzi, costretti a lavorare per ore ed ore in fabbriche per un salario misero e destinato tutto alla famiglia, erano aumentati a vista d'occhio. Uno fra questi era stato il caso di una ragazzina italiana, appartenente alla comunità di Hull House, che per sfuggire all'intenso sfruttamento subito in fabbrica si era volutamente procurata delle ferite, sbattendo la testa ininterrottamente contro il muro.
Dal 1907 fino agli anni quaranta del '900, la JPA promosse studi sulla prostituzione, il razzismo, il lavoro e lo sfruttamento minorile, l'abuso di droga, e i loro effetti sullo sviluppo dei minori. Nel corso degli anni, la sua missione divenne quella di migliorare il benessere sociale ed emotivo e la vita dei bambini e degli adulti della comunità.

### Documentazione sulle malattie sociali
Jane Addams e i suoi colleghi hanno documentato la geografia della febbre tifoide, mostrando come i lavoratori poveri sopportassero il peso della malattia.
Individuò nella corruzione politica e negli interessi affaristici il disinteresse delle istituzioni per la salute, la qualità dei servizi igienico-sanitari, e il rispetto dei codici dell’edilizia. Collegando la giustizia ambientale e la riforma municipale, Addams contrastò lo strapotere delle élite finanziarie e favorì una più equa distribuzione dei servizi della città e un aumento delle attività ispettive.

### Il ruolo delle donne

Jane Addams con Eleanor Roosevelt e Elinor Morgenthau.

Hull House era stata originariamente pensata come uno strumento di trasmissione di valori culturali alle masse. Nel corso del tempo l'attenzione cambiò, facendo in modo che l'arte e la cultura (come evidenziato nella costruzione del Palazzo Butler) rispondessero alle esigenze della comunità. A tal fine vennero progettati interventi per l'assistenza all'infanzia, offerte opportunità d’istruzione, realizzati grandi spazi d’incontro.
Hull-House non fu solo un banco di prova per la nuova generazione di donne scolarizzate e in carriera: divenne anche parte della comunità in cui era stata fondata, e il suo sviluppo rivela una storia condivisa.
Jane Addams ampliò il concetto di dovere civico per includere ruoli per le donne che andavano oltre alla maternità. La vita delle donne ruotava intorno "alla responsabilità, la cura e l'obbligo," e questa considerazione diede un valore aggiunto al movimento del diritto al voto delle donne che lei appoggiò.
Jane Addams affermò che le donne, rispetto agli uomini, erano state educate alla cura del benessere umano. Un esempio dell'applicazione di questo principio fu la "guerra della spazzatura", attraverso la quale, con l'aiuto del Club delle Donne di Hull House, in un solo anno vennero segnalate al Consiglio della città oltre 1 000 violazioni in materia di salute pubblica e la raccolta regolare dei rifiuti ridusse i casi di morte e malattie. Nel 1894 divenne la prima donna nominata ispettore sanitario del 19º distretto di Chicago.
L'idea di femminilità di Addams mise in discussione i tradizionali ruoli femminili di moglie, figlia, madre. Nei suoi volumi autobiografici, "Twenty Years at Hull-House" (1910) e "The Second Twenty Years at Hull-House" (1930), sostenne che le sue costruzioni di genere erano un parallelismo dell'ideologia dell'Era Progressista. In "A New Conscience and an Ancient Evil" (1912) esaminò la patologia sociale di schiavitù sessuale, la prostituzione e altri comportamenti sessuali tra le donne che lavorano in centri industriali americani durante il 1890 e il 1910.
Nelle sue autobiografie, Addams rappresenta se stessa come una "Mother of Social Work", una matrona celibe che si è posta al servizio delle masse di immigrati sofferenti di Hull House, come se fossero i suoi figli. Ella divenne "madre della nazione", identificata con la maternità nel senso di cura protettiva del suo popolo.

## Insegnamento
Jane Addams mantenne il suo fitto calendario di conferenze pubbliche in tutto il paese, soprattutto nei campus universitari, ma rifiutò offerte di lavoro da parte di università, preferendo mantenere un ruolo indipendente, al di fuori del mondo accademico. Il suo reale obiettivo era quello di insegnare agli adulti non iscritti a istituzioni accademiche formali, perché poveri o privi di credenziali.

## Relazioni
Jane Addams fu abile nel coinvolgere nell'esperienza di Hull House donne provenienti da diverse classi sociali. Con alcune di queste, tra cui Ellen Starr e Maria Rozet Smith, intrecciò relazioni sentimentali significative.
La sua prima partner fu Ellen Starr, con la quale fondò Hull House, e che incontrò quando entrambe erano studentesse alla Rockford Female Seminary. Nel 1889, avevano visitato Toynbee Hall insieme, e avevano iniziato il loro progetto per la casa di assistenza sociale, acquistando una casa a Chicago.
Maria Rozet Smith, economicamente ricca, sostenne il lavoro di Addams a Hull House, e con lei condivise una casa. La loro vita di coppia continuò fino al 1934, quando Maria morì di polmonite, dopo quaranta anni di vita insieme.

## Politica

### Movimento pacifista
Nel 1898 Addams si unì alla Lega Anti-Imperialista (Anti-Imperialistic League), in opposizione all’annessione delle Filippine agli Stati Uniti. Fedele sostenitrice del Partito Progressista, la Addams votò in favore di Theodore Roosevelt per la presidenza durante il Party Convention, tenutosi a Chicago nell’agosto del 1912. Si iscrisse alla piattaforma del partito e continuò a promuovere la campagna elettorale di Roosevelt durante la campagna presidenziale del 1912.
Addams concepiva la democrazia, la giustizia sociale e la pace come ideali che dovevano rafforzarsi vicendevolmente, come sostenne nel libro "Newer Ideals of Peace" (1907).
Nel 1915 venne invitata dalle attiviste del movimento pacifista femminile a presiedere l'International Congress of Women a The Hague (28-30 aprile del 1915), dove diresse una Commissione incaricata di predisporre una piattaforma di proposte per porre fine alla guerra. Ciò includeva l'organizzazione di incontri con dieci leader di nazioni neutrali e nazioni in guerra.

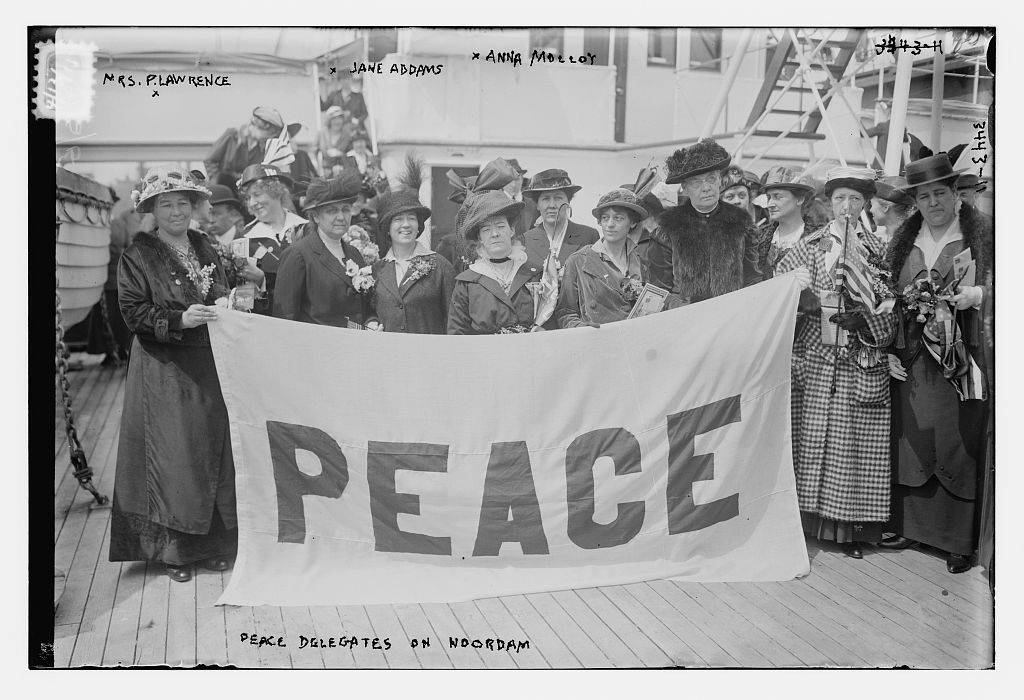
Le delegate americane al Congresso Internazionale delle donne per la pace, L'Aja, 1915

Jane Addams e le co-delegate Emily Balch e Alice Hamilton, documentarono le esperienze di questa avventura in un libro: "Women at the Hague" (University of Illinois).
Addams condannò la guerra come un cataclisma che indebolisce la gentilezza umana, la solidarietà e le relazioni civiche. Il suo discorso sul pacifismo tenuto nel 1915 a Carnegie Hall, ricevette critiche negative da parte di svariati giornali, tra cui il New York Times, che la etichettò come antipatriottica. Uno alla volta i suoi punti di vista vennero denunciati dai gruppi e dai giornali patriottici durante la prima guerra mondiale (1917-18). Oswald Garrison Villard prese le sue difese quando lei ipotizzò che le armate somministrassero alcool ai soldati prima di un attacco.
Nell'America del dopoguerra sembrava essere scomparsa la volontà di ripristinare quelle libertà che erano state violate durante il conflitto. Per queste ragioni Jane Addams affermò: "è come se noi ora volontariamente ci opponessimo alla loro normale e naturale reintroduzione". I primi a soffrire di questa situazione erano secondo lei gli immigrati, nei confronti dei quali si erano moltiplicate le manifestazioni di ostilità.
Fu eletta presidente per l’International Committee of Women per una pace duratura (Permanent Peace), stabilita per poter continuare il lavoro del Hague Congress. Durante una conferenza del 1919 tenutasi a Zurigo in Svizzera, l’International Committee si trasformò nella Women's International League for Peace and Freedom (WILPF).
Più tardi, durante i suoi viaggi, incontrò una grande varietà di diplomatici e leader civici e riconfermò le sue idee sul ruolo sociale delle donne nella promozione della pace. I suoi sforzi le furono riconosciuti nel 1931 quando ricevette il premio Nobel per la pace, prima donna statunitense a ricevere questo riconoscimento Donò parte della somma messa a disposizione dal premio alla Women’s International League for Peace and Freedom.

## Eredità culturale
Hull House e il movimento pacifista sono ampiamente riconosciuti come i principali pilastri dell'eredità culturale di Jane Addams, e le sue idee continuano a influenzare le riforme sociali, politiche ed economiche sia negli Stati Uniti che a livello internazionale.
La sua fama come riformatrice le consentì di presentare una petizione per la restaurazione e la modificazione della geografia fisica del suo quartiere di Chicago. Anche se i sociologi accademici contemporanei definiscono il suo impegno come "lavoro sociale", gli sforzi di Jane Addams differivano fortemente dal genere di attività che in quel periodo di tempo venivano tipicamente definite come "lavoro sociale". Prima della sua profonda influenza sulla professione, il lavoro sociale seguiva il cosiddetto modello "dell’amichevole visitatore". Secondo tale modello le donne benestanti occupanti una posizione elevata in società, si recavano a fare visita agli individui più poveri e, attraverso una valutazione e un intervento sistematici, tentavano di migliorare le vite dei più bisognosi. Jane Addams rifiutò il modello del “visitatore amichevole” in favore di un modello di riforma sociale. Grazie a questo nuovo modello gli ormai centrali principi di giustizia sociale e di riforma vennero introdotti nell’ambito del lavoro sociale.
Hull House diede ad Addams la possibilità di fare amicizia e diventare collega dei membri più anziani della Chicago School of Sociology. La sua influenza, attraverso il suo lavoro nell’ambito della sociologia applicata, ebbe un forte impatto sul loro pensiero e sulla loro direzione. Nel 1893, fu co-autrice delle "Hull-House Maps and Papers" che ridefinì gli interessi e le metodologie della scuola. Lavorò con George Herbert Mead su alcune questioni di riforma sociali, tra cui la promozione dei diritti delle donne, la cessazione del lavoro minorile e la mediazione durante il Garment Workers' Strike del 1910.
Tra gli obbiettivi perseguiti da Jane Addams si ricordano il primo tribunale per i minori, la messa a norma delle case popolari, l’istituzione di una giornata lavorativa della durata di otto ore per le donne, le ispezioni in fabbrica e un'equa retribuzione per i lavoratori. Esortò la ricerca volta a determinare le cause della povertà e della criminalità e sostenne il suffragio femminile. Fu una grande sostenitrice della giustizia per gli immigrati e le persone di colore, diventò socia fondatrice del National Association for the Advancement of Colored People (NAACP). Tra i progetti promossi dai membri di Hull-House si ricordano l'Immigrants’ Protective League, la Juvenile Protective Association, il primo tribunale dei minori degli Stati Uniti, e la Juvenile Psichopathic Clinic. Gli scritti e discorsi di Addams a difesa della pace e a nome della formazione della League of Nations, influenzarono la successiva evoluzione delle Nazioni Unite.

### Commemorazioni
Il 10 dicembre del 2007 in Illinois è stata celebrata la prima edizione del Jane Addams Day, promosso da un insegnante della scuola di Dongola, Illinois, assistito dalla divisione dell’Illinois della American Association of University Women (AAUW).
L’attivista di Chicago Jan Lisa Huttner ha viaggiato in tutto l’Illinois, come Direttrice delle Relazioni Internazionali per AAUW-Illinois per aiutare la pubblicizzazione dell’evento. Ha successivamente organizzato spettacoli annuali rivestendo le vesti di Jane Addams in occasione del Jane Addams Day. Nel 2010 Huttner è apparsa come Jane Addams ad una festa per i 150 anni dell’autrice, sponsorizzata dall’Università di Rockford (l’alma mater di Jane Addams). Nel 2011 è apparsa come Jane Addams ad un evento promosso dal Chicago Park District.
Esistono diversi memoriali in onore di Jane Addams, come il Jane Addams Memorial Park situato nei pressi di Navy Pier a Chicago.
Nel 2014, Jane Addams è stata una dei primi 20 premiati a cui è stata assegnata una targa di bronzo del San Francisco’s Rainbow Honor Walk rendendo omaggio agli eroi ed eroine LGBT.
Il Jane Addams College of Social Work è una scuola professionale presso la University of Illinois di Chicago.
Il Jane Addams Business Careers Center è una scuola superiore di Cleveland, Ohio.